# Samuil Grosman
Samuil Grosman a fost un politician moldovean, ales în Sfatul Țării. 

## Sfatul Țării
Samuil Grosman, de naționalitate evreu, a fost ales în Sfatul Țării cu vot universal de primăria Bălți.